# کاکتوس دوتایی دورگه
کاکتوس دوتایی دورگه (نام علمی: Disocactus ×hybridus) نام یک گونه از سرده کاکتوس‌های دوتایی است.